# Атик, Джелал
Джелал Доган (тур. Celal Doğan, 1918 или 1920—1979), впоследствии сменивший фамилию на Атик (тур. Atik) — турецкий борец, чемпион мира, Европы и олимпийских игр.
Джелал Доган родился в 1918 или 1920 году в деревне Гюрдан района Богазлыян ила Йозгат. В 1938 году на чемпионате Турции по борьбе на его ловкость и скорость обратил внимание президент Турции Мустафа Кемаль Ататюрк, и посоветовал сменить фамилию на «Атик», что и было сделано.
Как и многие другие турецкие борцы, Джелал Атик выступал на турнирах как по греко-римской, так и по вольной борьбе, но наибольших успехов он добился именно в вольной борьбе, став в 1946 и 1949 годах чемпионом Европы, в 1948 году — олимпийским чемпионом, а в 1951 году — чемпионом мира.
Завершив спортивную карьеру, Джелал Атик стал тренером национальной сборной Турции, и пробыл на этой должности с 1955 по 1979 годы. Также он проводил семинары для спортсменов из разных стран под эгидой Международной федерации объединённых стилей борьбы.
В честь Джелала Атика названы дворцы спорта в Измире и Йозгате.